# روبن درونله
روبن درونله (انگلیسی: Ruben Droehnlé؛ زادهٔ ۱۲ ژوئیهٔ ۱۹۹۸) بازیکن فوتبال است.
از باشگاه‌هایی که در آن بازی کرده‌است می‌توان به باشگاه فوتبال لیل اشاره کرد.
وی همچنین در تیم‌های ملی فوتبال France national under-16 football team و زیر ۱۹ سال فرانسه بازی کرده‌است.